# Legionella
Genre
Les bactéries du genre Legionella, les légionelles, sont des bacilles à Gram négatif généralement présentes dans les milieux humides (eau non salée) et dont certaines espèces peuvent être responsables d'une pneumopathie humaine appelée légionellose.

## Taxonomie

### Étymologie
L'étymologie du nom de genre Legionella est la suivante : L. fem. n. legio (gen. legionis), une troupe de soldats, légion; L. fem. dim. n. suff. -ella, diminutif pour terminer le mot en signifiant petit; N.L. fem. dim. n. Legionella, une petite troupe, une petite légion.
L'origine du nom provient du fait que c'est à la suite d'une épidémie lors d'un congrès de l'American Legion, que la spécificité de l'origine de la pneumopathie a été caractérisée.

### Liste des espèces
Selon la LPSN (9 juin 2025), le genre Legionella contient 66 espèces publiées de manière valide et avec un nom correct :
- Legionella adelaidensis Benson et al. 1991
- Legionella anisa Gorman et al. 1985
- Legionella antarctica Shimada et al. 2022
- Legionella beliardensis Lo Presti et al. 2001
- Legionella birminghamensis Wilkinson et al. 1988
- Legionella bononiensis Girolamini et al. 2022
- Legionella bozemanae corrig. (Garrity et al. 1980) Brenner et al. 1980 (initialement décrite sous l'orthographe inexacte de Legionella bozemanii)
- Legionella brunensis Wilkinson et al. 1989
- Legionella busanensis Park et al. 2003
- Legionella cardiaca Pearce et al. 2012
- Legionella cherrii Brenner et al. 1985
- Legionella cincinnatiensis Thacker et al. 1989
- Legionella drancourtii La Scola et al. 2004
- Legionella dresdenensis Lück et al. 2010
- Legionella drozanskii Adeleke et al. 2001
- Legionella dumoffii Brenner et al. 1980
- Legionella erythra Brenner et al. 1985
- Legionella fairfieldensis Thacker et al. 1991
- Legionella fallonii Adeleke et al. 2001
- Legionella feeleii Herwaldt et al. 1984
- Legionella geestiana Dennis et al. 1993
- Legionella gormanii Morris et al. 1980
- Legionella gratiana Bornstein et al. 1991
- Legionella gresilensis Lo Presti et al. 2001
- Legionella hackeliae Brenner et al. 1985
- Legionella impletisoli Kuroki et al. 2007
- Legionella israelensis Bercovier et al. 1986
- Legionella jamestowniensis Brenner et al. 1985
- Legionella jordanis Cherry et al. 1982
- Legionella lansingensis Thacker et al. 1994
- Legionella londiniensis Dennis et al. 1993
- Legionella longbeachae McKinney et al. 1982
- Legionella lytica (Drozanski 1991) Hookey et al. 1996
- Legionella maceachernii Brenner et al. 1985
- Legionella maioricensis Crespi et al. 2023
- Legionella massiliensis Campocasso et al. 2012
- Legionella micdadei (Garrity et al. 1980) Hébert et al. 1980
- Legionella moravica Wilkinsonet al. 1989
- Legionella nagasakiensis Yang et al. 2012
- Legionella nautarum Dennis et al. 1993
- Legionella norrlandica Rizzardi et al. 2015
- Legionella oakridgensis Orrison et al. 1983
- Legionella parisiensis Brenner et al. 1985
- Legionella pneumophila Brenner et al. 1979 (Approved Lists 1980), espèce type du genre
- Legionella qingyii Wu et al. 2019
- Legionella quateirensis Dennis et al. 1993
- Legionella quinlivanii Benson et al. 1990
- Legionella resiliens Cristino et al. 2024
- Legionella rowbothamii Adeleke et al. 2001
- Legionella rubrilucens Brenner et al. 1985
- Legionella sainthelensi Campbell et al. 1984
- Legionella santicrucis Brenner et al. 1985
- Legionella saoudiensis Bajrai et al. 2016
- Legionella septentrionalis Li et al. 2021
- Legionella shakespearei Verma et al. 1992
- Legionella spiritensis Brenner et al. 1985
- Legionella steelei Edelstein et al. 2012
- Legionella steigerwaltii Brenner et al. 1985
- Legionella taurinensis Lo Presti et al. 1999
- Legionella thermalis Ishizaki et al. 2016
- Legionella tucsonensis Thacker et al. 1990
- Legionella tunisiensis Campocasso et al. 2012
- Legionella wadsworthii Edelstein et al. 1983
- Legionella waltersii Benson et al. 1996
- Legionella worsleiensis Dennis et al. 1993
- Legionella yabuuchiae Kuroki et al. 2007

Espèces publiées de manière non valide
Certaines espèces ne sont pas encore reconnues officiellement car elles ont été publiées de manière non valide :
- Legionella clemsonensis Palmer et al. 2016
- Legionella donaldsonii Lo Presti et al. 1999
- Legionella indianapolisensis Relich et al. 2018
- Candidatus Legionella jeonii Park et al. 2004
- "Candidatus Legionella polyplacis Rihova et al. 2017

Synonymes
D'autres noms de Legionella se sont retrouvés être des synonymes tels que Legionella pittsburghensis (décrit par Pasculle et al.) en 1980 et qui se trouve être un synonyme de Legionella micdadei.

## Écologie
Ce sont des bactéries naturellement présentes dans l’eau et dans les boues, parfois responsables d'une maladie respiratoire, la légionellose. Elles colonisent fréquemment les réseaux d’eau, notamment les réseaux d’eau chaude sanitaire, les installations de climatisation ainsi que les tours aéroréfrigérantes (TAR). D'origine hydro-telluriques, leur habitat naturel est représenté par les milieux aquatiques naturels ou artificiels. Elle y réside, entre autres, dans les biofilms,.
Les Legionella ont été isolées dans l'environnement à températures allant de 5,7 °C à 63 °C. Elles se multiplient faiblement en dessous de 20 °C, arrêtent de se reproduire à 55 °C. 
Par ailleurs, les protozoaires d'eau douce (dont les amibes) représentent l'hôte naturel de la légionelle à l'intérieur duquel elle réalise une étape de son cycle de vie. La bactérie et son hôte ont connu une évolution convergente permettant à la bactérie l'acquisition au sein de son patrimoine génétique de gènes codant la majeure partie des facteurs de virulence de la légionelle. Le comportement et la virulence des légionelles dans leur environnement microbien est encore mal connu (par exemple celui de leurs capacités à envahir certains protozoaires), et amibes.

## Pathologie
Les légionelloses peuvent se manifester sous deux formes cliniques distinctes :
- la « maladie du légionnaire » : pneumopathie sévère, manifestations neurologiques, troubles digestifs, insuffisance rénale nécessitant un traitement antibiotique ;
- la fièvre de Pontiac : syndrome pseudo-grippal bénin à guérison spontanée.

L'infection nosocomiale est incriminée dans 1 à 10 % des cas de pneumopathies nosocomiales.
On estime, en Europe, que 90 % des légionelloses sont liées à l'espèce L. pneumophila et qu'en moyenne 85 % sont exclusivement dues au sérogroupe 1. Les sérogroupes 2 à 15 se partagent les 10 % restants. Au contraire, en Australie, c'est l'espèce longbeachae qui est responsable de la majorité des cas de légionellose. Il existe enfin 51 autres espèces dans le genre Legionella que l'on appelle couramment Legionella spp et dont le risque infectieux est discuté par les hygiénistes et infectiologues. Cependant la présence de Legionella spp, démontre que les conditions du réseau sont optimales à la multiplication de légionelles et donc potentiellement de Legionella pneumophila.
On compte environ 6 000 cas par an en Europe et entre 1 200 cas et 1600 cas par an en France avec un taux de mortalité qui oscille entre 10 et 15 % malgré un traitement antibiotique adapté (143 décès pour 1 262 cas déclarés en 2013 et dont l'évolution n'est connue que pour 1 168 cas, soit une létalité de 12,2%) (fluoroquinolones ou macrolides).

## Le cycle infectieux deL. pneumophila
Legionella pneumophila est capable d'infecter les amibes aquatiques aussi bien que les macrophages alvéolaires et les pneumocytes de l'Homme selon un cycle infectieux similaire.
Dès le contact avec sa cellule-hôte (amibe ou macrophages), L. pneumophila utilise son principal facteur de virulence : son système de sécrétion de type IV Dot/Icm. Ce système va permettre à la bactérie d'injecter directement dans le cytoplasme de son hôte plus de 300 protéines bactériennes appelées effecteurs. Ces protéines vont permettre à la bactérie de détourner différentes machineries cellulaires de son hôte à son avantage.
Certains de ces effecteurs sont impliqués dans les mécanismes d'entrée dans la cellule-hôte via le détournement des processus de macropinocytose ou de phagocytose. Ces protéines bactériennes sont également nécessaires à la bactérie pour échapper à la dégradation par la voie endosomale de l'hôte, notamment l'effecteur SidK. Ils participent aussi à la création d'une vacuole de réplication pour la bactérie, appelée LCV pour Legionella-containing vacuole, qui se caractérise notamment par le recrutement de vésicules issues du réticulum endoplasmique. De nombreux effecteurs du système Dot/Icm sont impliqués dans ce processus : SidM/DrrA, SidC, RalF, LepB, etc. Ainsi camouflées dans la LCV, les légionelles vont pouvoir se multiplier exponentiellement jusqu'à avoir épuisé toutes les ressources nutritionnelles à disposition. Cette carence déclenche alors une reprogrammation de l'expression génétique de la bactérie qui exprime alors ses facteurs de virulence (effecteurs du système de sécrétion de type IV notamment) et les facteurs de mobilité (flagelle). Les bactéries sont ensuite libérées dans le cytoplasme de l'hôte puis dans l'environnement dans lequel elles devront survivre, parfois sous forme de biofilms, jusqu'à l'infection d'une nouvelle cellule-hôte.

## Réseaux de distribution d'eau
Dans les réseaux de distribution d'eau, les biofilms protègent la Legionella de la chloration et semblent jouer un rôle important pour sa survie dans les installations. On en trouve y compris dans les biofilms de réseaux d'eau domestiques, parfois associée à Pseudomonas aeruginosa. Outre la nature de l'eau (acidité, minéralisation, teneur en matières organiques et nutriments), la température et le type de matériaux utilisés en plomberie jouent aussi un rôle important dans la formation des biofilms,.
Le biofilm se développe particulièrement dans :
- tout endroit de stagnation ;
- les bras morts du réseau d'eau chaude ou froide ;
- les ballons de stockage (chauffe-eaux cumulus) ;
- les points d’eau chaude rarement utilisés (bras mort).

Dans ces biofilms, les légionelles vont pouvoir s'y développer notamment avec les différentes protozoaires qui y sont présents. L’ANSES a estimé en 2011 que « le suivi des protozoaires (amibes et ciliés) dans les installations et leur contribution à la dangerosité des installations à risque est trop largement négligé ».

### Conditions de prolifération
Dans les réseaux de distribution d'eau, les bactéries du genre Legionella se développent et prolifèrent :
- dans l’eau stagnante ;
- lorsque la température est comprise entre 25 et 45°C;
- en présence de dépôts de tartre
- en présence de corrosion avec résidus métalliques (de fer, zinc) ;
- dans les boues et autres dépôts minéraux et organiques (fond de ballon d'eau chaude, fond de bassin des tours de refroidissement (TAR), point bas des canalisations...
- dans des biofilms bactériens[17],[18]  et/ou sous forme planctonique ;
- à l'intérieur des protozoaires comme les amibes (14 espèces reconnues être leurs hôtes naturels et qui leur permettent de survivre longtemps à l'intérieur de la cellule en échappant aux mécanismes de dégradation et au système immunitaire de la cellule-hôte[19]). Certaines amibes (ex. : Hartmannella vermiformis[20]) vivant dans les poumons peuvent abriter des légionelles[20].

### Conditions nécessaires à une contamination
La présence de légionelles dans l’eau n’est pas une condition suffisante pour provoquer la maladie. Trois facteurs doivent être réunis :
- eau contaminée par les Légionelles ou Legionella ;
- dispersion de l’eau par aérosols (Ce sont l’eau et ses aérosols qui sont respectivement les lieux de vie et de diffusion via l’air des légionelles. La formation de gouttelettes ou aérosols respirables dans les turbulences ou tourbillons est encore mal comprise[21]), de même qu'en sortie de pommeau de douche[22] ou de robinet[22] ;
- inhalation de l’aérosol.

Aucun cas de légionellose n’a été diagnostiqué à la suite de l’ingestion d’eau contaminée, de même qu'aucun cas de transmission interhumaine n'a été signalé. La quantité d'inoculum bactérien ne semble pas influencer le développement de la légionellose. Enfin, des facteurs climatiques ont été incriminés (fortes pluies et humidité, recrudescence des cas en été).
Par ailleurs, des facteurs de susceptibilité liés à l'hôte humain sont requis pour le développement de la maladie, bien qu'incomplètement compris actuellement. Des facteurs de risque sont toutefois individualisables : âge avancé, déficit de l'immunité (cancer/hémopathie, diabète) mais surtout tabagisme. L'infection est exceptionnellement décrite chez l'enfant.

### Limites ou seuils à ne pas dépasser lors des analyses d'eau
Le seuil limite à ne pas dépasser est de 1 000 UFC/litre de Legionella pneumophila pour l'eau chaude sanitaire (ECS) et pour les tours aéroréfrigérantes (TAR), nouvelle norme AFNOR NF T90-431 de novembre 2014, révisée en août 2017,,. Pour les TAR, 3 seuils sont mis en place : < 1 000 UFC/l ; entre 1 000 et 100 000 UFC/l et > 100 000 UFC/l. Les 2 derniers seuils nécessitent de la part de l'exploitant des actions curatives. Enfin, les résultats peuvent être rendus sous la forme de Flore interférente.
On peut considérer qu'elles sont détruites à partir de 60 °C (en 1 heure) pour une destruction en 2 minutes à 70°C.

## Surveillance de risque
- Analyse d'eau pour recherche de légionelles : contrôle de la qualité microbiologique de l’eau par un laboratoire accrédité Cofrac (programme 100-2) (il faut savoir également qu'il y a 2 types d'analyses, seule une est reconnue comme étant officielle) :
  - méthode (officielle et réglementaire) par culture, après filtration d'un échantillon d'eau : le filtrat va être cultivé sur différentes géloses avec plusieurs types de traitement puis elles vont être conservées pendant une dizaine de jours à 37 °C (méthode normée et réglementaire),
  - méthode par PCR (normée mais pas réglementaire) : cette méthode va permettre de déceler la Legionella par son ADN, cette méthode permet d'avoir un résultat dans 24 à 48 h (selon la performance des laboratoires) ;

Pour les réseaux ECS :
- entretien hebdomadaire des éléments de robinetterie (mousseurs, brise-jets, flexibles, pommes de douche, etc.) :
  - démontage,
  - détartrage produit ou vinaigre blanc entre 15 minutes et plus selon l'encrassement,
  - rinçage,
  - désinfection pendant 30 minutes dans l’eau de javel,
  - purger régulièrement avec de l’eau la plus chaude possible le maximum de points d’usage ou les points les plus éloignés de l’établissement ;
  - bien connaître son réseau d’eau chaude sanitaire (ECS) :
    - supprimer les bras morts,
    - purger les ballons (faire des chasses),
    - détartrer les ballons de production et stockage,
    - préférer les échangeurs à plaques.

  - Carnet Sanitaire ECS et Carnet Sanitaire de suivi des TAR : mise à jour quotidienne ou à chaque intervention, chaque relevé de mesure, chaque anomalie constatée...

### Que faire si le réseau ECS est infecté?
Il existe différentes méthodes que le Ministère de la Santé a testées et validées pour les réseaux d'eau potable.
Ces méthodes figurent dans la circulaire 2002/243 d'avril 2002. On y trouve notamment :
Le choc au peroxyde d'hydrogène et argent (H2O2+Ag) qui consiste à faire circuler la solution dans l'ensemble du réseau et points contaminés (hors utilisation) à une concentration allant de 100 à 1 000 mg/L de peroxyde d'hydrogène + Ag pour un temps de contact pouvant aller jusqu'à 12 heures. À l'issue du temps de contact, on pratique une vidange complète du réseau. L'un des avantages de cette méthode est de détruire le biofilm.
Le choc chloré consiste à obtenir une concentration de chlore libre de 15 mg/l pendant 24 h ou de 30 à 50 mg/l pendant 2 à 3 heures au niveau de réservoirs. On pratique une vidange complète du réseau après avoir fait passer l’eau chlorée par le maximum voire par la totalité des points d’usage.
Le choc thermique est pratiqué en élevant la température de l’eau à 70 °C pendant 30 minutes et l’eau doit couler de tous les points d’usage pendant 5 à 10 minutes au minimum à 65 °C.
Les risques liés aux chocs :
- choc H2O2+Ag : Manipulation du produit, ces traitements sont bien souvent réalisés par des professionnels
- choc chloré : corrosion à surveiller si ces chocs sont répétitifs
- choc thermique : risque de brûlure, destruction des joints, des périphériques (pommeaux, robinets...) et de la galvanisation des canalisations en acier (dès 60 °C). De plus, certains acteurs ont remarqué un regain de viabilité des L. pneumophila 7 à 10 jours après le traitement par choc thermique ou chimique. Une hypothèse explicative est « la destruction des Legionella spp. et/ou des flores interférentes qui sont susceptibles de limiter le développement de L. pneumophila par un phénomène de concurrence. La rétention des L. pneumophila dans le biofilm et dans les amibes où elles sont protégées des traitements et l’éradication de la flore libre permet à leur avis une recolonisation spécifique et accrue par L. pneumophila. Ainsi, la présence de concentrations relativement élevées en Legionella spp. pourrait permettre de limiter la prolifération de L. pneumophila et ainsi limiter le risque sanitaire qui y est associé[27]. »

### La surveillance des légionelles
Pour les TAR (tour de refroidissement ou tour aéroréfrigérante), la loi de santé publique de 2004 visait à réduire le nombre de cas de légionelloses de 50 % pour la période 2004-2008. Les arrêtés de 2004 ont évolué à travers ceux du 14 décembre 2013.
Pour les réseaux ECS (eau chaude sanitaire), il faut se baser sur les arrêtés du 1er février 2010 (lutte et prévention des contaminations des réseaux d'eau chaude sanitaire par les légionelles. Il semblerait logique de suivre les amibes (qui sont a priori indicatrices et facteur de risque), mais il peut y avoir des légionelles sans amibes, et la méthode commune de détection des amibes est coûteuse, longue et tous les laboratoires ne sont pas équipés pour la proposer. Elle n'est donc pas utilisée en routine, mais est utile en cas de sur-contamination post-traitement.
La surveillance progresse donc en France où elle est devenue obligatoire pour les eaux minérales à usages thérapeutiques (dans les établissements thermaux), dans les tours aéroréfrigérantes, dans tout réseau d'eau chaude sanitaire d'un établissement de santé ou des établissements sociaux et médico-sociaux, des hôtels, des résidences de tourisme, des campings, des établissements pénitentiaires, enfin tous les ERP disposant de douches à production ECS collective.
Au 1er janvier 2012, cette obligation est étendue aux autres établissements recevant du public (ERP). 
La DGS et la DGPR ont reconnu en 2009 que la méthode par culture (obligatoire en France) impose un délai après mise en culture (au moins 8 jours de culture sont nécessaires, bien que des résultats intermédiaires soient possibles et obligatoires à fournir en cas de dépassement entre 3 et 5 jours), ce qui nuit à la meilleure gestion des installations et à l'optimisation des délais de levées de mesures restrictives d'usage de l'eau. De plus, elle ne prend pas en compte toutes les formes de Legionella, car il existe un certain nombre de légionelles et autres bactéries viables présentes dans l'eau, mais qu'on ne sait pas cultiver.

Un avis et un rapport (2011) d'expertise collective de l'ANSES ont évalué les méthodes de détection et de dénombrement des légionelles dans l'eau, concluant que seules deux méthodes sont « suffisamment pertinentes et robustes » ; la méthode réglementaire par culture (norme NF T90-431) et (plus rapide mais pas réglementaire dans les arrêtés ECS et TAR) la PCR quantitative (norme NF T90-471).
Il n’existe, à l’heure actuelle, aucun système portable susceptible de réaliser le dénombrement de Legionella.
Il est obligatoire sur les réseaux ECS et les TAR à travers les Carnets Sanitaires ECS ou des TAR :
- noter toutes les interventions, les opérations de vidange et les analyses
- mettre à jour les plans du réseau,
- écrire les protocoles et les procédures d'entretien et de surveillance

La surveillance bactériologique est obligatoire (en milieu hospitalier souvent réalisée par un technicien biohygiéniste) :
- recherche de bactéries aérobies revivifiables : norme < 100/ml ;
- recherche de coliformes totaux : Norme < 10/100 ml ;
- recherche de coliformes fécaux : Norme = Absence dans 100 ml ;
- recherche de staphylocoques pathogènes = Absence dans 100 ml ;
- recherche facultative mais très intéressante de Pseudomonas aeruginosa (indique la dégradation de l’eau, ou la contamination des robinetteries et des surfaces en contact avec de l’eau). Recherche de Pseudomonas aeruginosa obligatoire en établissement de soins ;
- recherche de Légionelles dans l'eau chaude et l'eau froide selon la norme AFNOR NF T90-431 (nouvelle norme de 2014 applicable au 1er avril 2015 par tous les laboratoires COFRAC sur les légionelles).

En dehors des prélèvements microbiologiques :
- une coupe d’un tuyau et la mise en place d’un manchon témoin peuvent permettre de surveiller la dégradation, la corrosion et la présence de biofilm du réseau ;
- vérifier le cahier des charges et les interventions du prestataire de service chargé de l’installation ;
- identifier les points critiques du réseau ;
- identifier les points critiques de maintenance et la périodicité de cette maintenance ;
- examiner la faisabilité des traitements ;
- définir les points de prélèvements ;
- examiner la possibilité d’isoler des réseaux ;
- essayer de travailler sur une maintenance préventive ;
- préparer un carnet de suivi sanitaire.
- Effectuer une AMR sur les TAR (analyse méthodique de risque) et des diagnostics ECS.

Dans les établissements de santé, les procédures concernant le réseau d’eau doivent être validées par le CLIN de l’établissement. En cas d’alerte la direction et le CLIN doivent être prévenus.

### La protection
En cas d’intervention technique sur le réseau d’eau, le personnel doit être protégé des éventuelles aérosolisations d’eaux, notamment lorsqu'il travaille sur le réseau d’eau chaude. Port de masque FFP3.
Les gants sont inutiles pour la protection vis-à-vis de la légionelle. La légionellose est une infection strictement respiratoire, il n'existe pas d'infections cutanées à Legionella.

## Bactériologie
Les bactéries du genre Legionella sont des bacilles à Gram négatif (mais rarement visibles à l'examen direct), elles sont mobiles (1 ou 2 flagelles polaires), aérobies strictes, catalase faiblement positive. Leur paroi a la particularité de contenir des acides gras ramifiés insaturés.
Ces bactéries sont particulièrement exigeantes et ne peuvent être cultivées que sur milieux spéciaux contenant de la cystéine et du fer comme le milieu CYE (Charbon, Yeast Extract), le milieu GVPC ou le milieu BCYE (Buffered Charcoal Yeast Extract avec cystéine, fer et charbon actif, milieu de couleur noir pour éviter que les radicaux libres ne tuent les légionelles in vitro[réf. souhaitée].

### BMPA alpha
C'est un milieu de culture utilisé pour l'isolement sélectif de Legionella ; il est aussi appelé gélose pour Legionella

## Arrêtés encadrant le risque légionelle
- ECS (eau chaude sanitaire) : arrêté du 1er février 2010
- TAR (tour de refroidissement) : arrêtés du 14 décembre 2013[32].